# Sílaba balística
Una sílaba balística es una sílaba que tiene un acento balístico, que es una distinción fonémica de ciertas lengua otomangueanas como las lenguas chinantecas y el amuzgo. Usualmente se indica mediante el acento convencional (´) o mediante el símbolo (‘) sobre la vocal que hace de núcleo silábico de la sílaba balística.
En una lengua con esta distinción fonética las sílabas no-balísticas se llaman "sílabas controladas".

## Descripción fonética
Una sílaba balísica o sílaba con acento balístico se caracteriza por presentar una combinación especial de intensidad acentual y tono. Una sílaba con acento balístico tiende a elevar el tono si la sílaba tenía tono alto y a bajarlo si la sílaba tenía tono bajo. Además las sílabas con acento balístico tienden a ser ligeramente más explosivas, y entonces la intensidad de la sílaba disminuye mucho más rápidamente que las sílabas sin acento balístico. Cuando la sílaba es breve el acento balístico hace que dicha sílaba sea más breve que las sílabas sin dicho acento.
Algunos autores han señalado que las sílabas con acento balístico se caracterizan bien por una sobrepresión subglotal o bien por una abducción de la laringe. El efecto acústico de una sílaba balística comporta una liberación fortis de la consonante, una oleada en la intensidad de la vocal, seguida de un rápido decaimiento de la intensidad en forma de una aspiración postvocálica. Por esta razón el acento balístico puede considerarse una forma de fonación.